# Le Dernier Milliardaire
Le Dernier Milliardaire is een Franse filmkomedie uit 1934 onder regie van René Clair. Destijds werd de film uitgebracht onder de titel De laatste miljardair.

## Verhaal
Wanneer het land Casinario op de rand van het bankroet staat, vraagt de premier hulp aan de rijkste man ter wereld. Hij mag in ruil daarvoor trouwen met prinses Isabelle. Na zijn aankomst in Casinario krijgt de miljardair een klap op zijn hoofd door een ongeluk. Daardoor is zijn beoordelingsvermogen aangetast.

## Rolverdeling
| Acteur            | Personage              |
| ----------------- | ---------------------- |
| Max Dearly        | Banco                  |
| Jean Sinoël       | Premier                |
| Paul Ollivier     | Kamerheer              |
| Marthe Mellot     | Koningin van Casinario |
| Charles Redgie    | Kroonprins Nicolas     |
| Renée Saint-Cyr   | Prinses Isabelle       |
| Marcel Carpentier | Detective Brown        |
| Raymond Cordy     | Knecht                 |
| José Noguéro      | Orkestleider           |